# Imanentizar a escatologia
Na teoria política e na teologia, Imanentizar a Escatologia, significa a tentativa de provocar a escatologia (o estágio final da história) no mundo imanente. Em todos estes contextos significa "tentar fazer o que pertence à vida após a morte acontecer aqui e agora (na Terra)". Teologicamente a crença é semelhante ao pós-milenismo como refletido no Evangelho Social da era de 1880-1930, bem como os movimentos de reforma protestante durante o Segundo Grande Despertar nas décadas de 1830 e 1840,  como o abolicionismo.
O uso moderno da frase começou com Eric Voegelin em A Nova Ciência da Política, em 1952. O porta-voz conservador William F. Buckley Jr. popularizou a frase de Voegelin como "Não imanentize a escatologia!" (Don't immanentize the eschaton!) A versão de Buckley tornou-se um slogan político dos Jovens Americanos pela Liberdade durante os anos 1960 e 1970.